# أنجيلا ديغل
أنجيلا ديغل (بالإنجليزية: Angela Daigle)‏ هي عداءة سريعة أمريكية، ولدت في 28 مايو 1976 في سان فرانسيسكو في الولايات المتحدة.

## وصلات خارجية
- أنجيلا ديغل على موقع الاتحاد الدولي لألعاب القوى (الإنجليزية)